# Puttemansia rickiana
Puttemansia rickiana är en svampart som först beskrevs av Sacc. & P. Syd., och fick sitt nu gällande namn av Franz Petrak 1931. Puttemansia rickiana ingår i släktet Puttemansia och familjen Tubeufiaceae.   Inga underarter finns listade i Catalogue of Life.